# شیرآباد (تفتان)
شیرآباد ، روستایی که مرکز بخش گوهرکوه شهرستان تفتان در استان سیستان و بلوچستان ایران است.

## جمعیت
این روستا در دهستان گوهرکوه قرار دارد و براساس سرشماری مرکز آمار ایران در سال ۱۳۹۵، جمعیت آن ۷۵۱ نفر (۲۶۷خانوار) بوده‌است